# Carmichael River
Der Carmichael River ist ein Fluss im Osten des australischen Bundesstaates Queensland.

## Geographie

### Flusslauf
Der Fluss entsteht an den Südhängen der Darkies Range, rund 220 Kilometer südlich von Charters Towers, durch den Zusammenfluss des Dyllingo Creek und des Surprise Creek. Von dort fließt er nach Osten und mündet in einem Binnendelta, dessen südlicher Arm der Cabbage Tree Creek ist, in den Belyando River.

### Nebenflüsse mit Mündungshöhen
- Dyllingo Creek – 240 m
- Surprise Creek – 240 m
- Cabbage Tree Creek – 237 m[1]